# Psammorhynchus tubulipenis
Psammorhynchus tubulipenis är en plattmaskart som beskrevs av Meixner 1938. Psammorhynchus tubulipenis ingår i släktet Psammorhynchus och familjen Psammorhynchidae. Arten är reproducerande i Sverige. Inga underarter finns listade i Catalogue of Life.